# Blake McIver Ewing
Blake McIver Ewing est un acteur américain né le 27 mars 1985 à Los Angeles, Californie (États-Unis).

## Biographie
Il est notamment connu pour avoir interprété le rôle de Derek dans la série culte « la fête à la maison »

## Filmographie
- 1992 - 1995 : La fête à la maison : Derek
- 1993 : Calendar Girl : 6-Year-Old Ned
- 1993 : Une nounou d'enfer : Robby
- 1994 : Les Chenapans (The Little Rascals) : Waldo Aloysius Johnston III
- 1995 : Gordy : Piglet (voix)
- 1995 : Junior le terrible 3 (Problem Child 3: Junior in Love) (TV) : Corky
- 1995 : Tom et Huck (Tom and Huck) : Taverner
- 1997 : La Cour de récré (Recess) (série TV) : Menlow (voix)
- 1998 : 1 001 Pattes (A Bug's Life) : Autograph Kid (voix)
- 1999 : Tarzan : Additional Voices
- 2000 : La Petite Sirène 2 (The Little Mermaid II: Return to the Sea) (vidéo) : Boy #1 (voix)
- 1996 : Hé Arnold ! ("Hey Arnold!") (série TV) : Eugene Horowitz (IV) (2001-) (voix)
- 2002 : Hé Arnold !, le film (Hey Arnold!: The Movie) : Eugene Horowitz (voix)
- 2004 : Fashion Maman (Raising Helen) : Church Choir